# Distrikt Lagunas (Alto Amazonas)
Der Distrikt Lagunas liegt in der Provinz Alto Amazonas in der Region Loreto in Nordost-Peru. Er wurde am 2. Januar 1857 gegründet. Der Distrikt hat eine Fläche von 6144 km². Beim Zensus 2017 wurden 13.420 Einwohner gezählt. Im Jahr 1993 lag die Einwohnerzahl bei 11.693, im Jahr 2007 bei 13.270. Verwaltungssitz ist die auf einer Höhe von 149 m gelegene Kleinstadt Lagunas mit 7757 Einwohnern (Stand 2017). Lagunas liegt am rechten Flussufer des Río Huallaga, 42 km oberhalb dessen Mündung in den Río Marañón, knapp 90 km nordnordöstlich der Provinzhauptstadt Yurimaguas.

## Geographische Lage
Der Distrikt Lagunas liegt im peruanischen Amazonasgebietes im Norden der Provinz Alto Amazonas. Der Südteil des Distrikts erstreckt sich entlang dem Unterlauf des Río Huallaga. Der Nordteil umfasst das Einzugsgebiet des Río Nucuray und befindet sich nördlich des Río Marañón.
Der Distrikt Lagunas grenzt im Süden an den Distrikt Santa Cruz, im Westen an die Distrikte Jeberos und Pastaza, im äußersten Nordwesten an den Distrikt Andoas (Provinz Datem del Marañón), im Nordosten an den Distrikt Urarinas sowie im Südosten an den Distrikt Parinari (die letzten beiden in der Provinz Loreto).